# 533

## Události
- 13. září – Byzantský generál Belisar rozdrtil Vandaly v bitvě u desátého milníku.
- 21. listopad – Justinián I. publikoval Digesta a Institutiones Iustiniani.
- 30. prosinec – Digesta a Institutiones Iustiniani vstoupily v platnost.

## Úmrtí
- 13. ledna – Svatý Remigius, franský křesťanský duchovní, biskup remešský. (* asi 437)
- ? – Hilderich, král Vandalů a Alanů v severní Africe (* asi 457)

## Hlavy států
- Papež – Jan II. (533–535)
- Byzantská říše – Justinián I. (527–565)
- Franská říše
  - Soissons – Chlothar I. (511–561)
  - Paříž – Childebert I. (511–558)
  - Remeš – Theuderich I. (511–534)
- Anglie
  - Wessex – Cerdic (519–534)
  - Essex – Aescwine (527–587)
- Perská říše – Husrav I. (531–579)
- Ostrogóti – Athalarich (526–534)
- Vizigóti – Theudes (531–548)
- Vandalové – Gelimer (530–534)